# Puerto Busch
Puerto Busch ist eine Ansiedlung im Departamento Santa Cruz im Tiefland des südamerikanischen Anden-Staates Bolivien.

## Lage im Nahraum
Puerto Busch ist eine Siedlung im Municipio Puerto Suárez in der Provinz Germán Busch. Die Station liegt in der südöstlichsten Ecke des Landes auf einer Höhe von 80 m am rechten, westlichen Ufer des Río Paraguay, direkt im Dreiländereck Bolivien/Brasilien/Paraguay.

## Militärposten und Exporthafen
Der Regierung von Präsident Germán Busch Becerra gelang es 1937 im Friedensvertrag mit Paraguay nach dem Chacokrieg, dass Paraguay ein 48 km langes Ufer des Río Paraguay als bolivianisches Territorium anerkennt, um so den souveränen Zugang zum Atlantik über den Río Paraguay für Bolivien zu sichern. Lange Zeit wurde jedoch nicht investiert, sodass Puerto Busch lediglich ein Militärposten blieb. Seit dem Anfang des 21. Jahrhunderts wurden die Pläne regelmäßig wiederbelebt, um beispielsweise den Außenhandel mit landwirtschaftlichen und mineralischen Rohstoffen zu erleichtern. Sie wurden aber lange nicht realisiert, weil die Regierung Evo Morales zunächst andere Prioritäten setzte. Erst im Jahr 2018 wurde ein kleinerer Teil der Hafeninfrastruktur fertiggestellt und in Betrieb genommen. Seit dem Urteil des Internationalen Gerichtshofs vom 1. Oktober 2018, das dem Ersuchen Boliviens, Chile zu Verhandlungen über einen souveränen Meereszugang zu verpflichten, nicht stattgab, werden wieder Stimmen laut, den Hafen als Alternative wahrzunehmen und entsprechende Investitionen zu tätigen. Im Oktober 2019 bereitete die Regierung Evo Morales ein Gesetz zur Entwicklung des Hafens vor. Die folgenden Regierungen haben diese Pläne bisher jedoch nicht weiter verfolgt.

## Geographie
Puerto Busch liegt im bolivianischen Teil des Pantanal, einem der größten Binnenland-Feuchtgebiete der Erde.
Die mittlere Durchschnittstemperatur der Region liegt bei etwa 26 °C (siehe Klimadiagramm Puerto Suárez) und schwankt nur unwesentlich zwischen 22 und 23 °C im Juni und Juli und 28–29 °C von Oktober bis Februar. Der Jahresniederschlag beträgt knapp über 1000 mm, bei einer kurzen Trockenzeit im Juni und August mit Monatsniederschlägen unter 30 mm und einer Feuchtezeit von November bis März mit jeweils über 100 mm Monatsniederschlag.

## Verkehrsnetz
Puerto Busch liegt in einer Entfernung von 805 Straßenkilometern südöstlich von Santa Cruz, der Hauptstadt des Departamentos.
Puerto Busch ist der südöstliche Endpunkt der 1.657 Kilometer langen Nationalstraße Ruta 4, die in West-Ost-Richtung das gesamte Land durchquert. Die Straße nimmt ihren Anfang in Tambo Quemado an der chilenischen Grenze und führt über Cochabamba und Santa Cruz zur Grenzstadt Puerto Suárez; die letzten 140 Kilometer vorbei an den Eisenerz-Lagerstätten von Mutún entlang der brasilianischen Grenze sind unbefestigt und führen durch den Nationalpark Otuquis.
Eine regionale Entwicklungsstrategie sieht vor, über Transpantanal-Fernverkehrsstraßen die zukünftige eisenverarbeitende Industrie von Mutún mit der Südamerikanischen Transkontinentalbahn, welche voraussichtlich über Puerto Suárez führen wird und Puerto Busch zu verbinden.
Puerto Busch ist der einzige Hafen Boliviens, der direkt an der Wasserstraße Paraná-Paraguay liegt.

## Bevölkerung
Die Einwohnerzahl der Ortschaft bei der letzten Volkszählung von 2012 betrug 65 Einwohner:
| Jahr | Einwohner         | Quelle       |
| ---- | ----------------- | ------------ |
| 1992 | keine Detaildaten | Volkszählung |
| 2001 | keine Detaildaten | Volkszählung |
| 2012 | 65                | Volkszählung |